# 小行星1517
小行星1517（1517 Beograd）是一颗绕太阳运转的小行星，为主小行星带小行星。该小行星于1938年3月20日发现。
該小行星以塞爾維亞首都貝爾格勒命名。

## 轨道参数
小行星1517的轨道半长轴为2.7162258 UA，离心率为0.042。